# Андреассен, Гунн Маргит
Гунн Маргит Андреассен (норв. Gunn Margit Andreassen; род. 23 июля 1973, Кристиансанн, Вест-Агдер, Норвегия) — норвежская биатлонистка, призёр Зимних Олимпийских игр 1998 и 2002 годов, трёхкратная чемпионка мира. Имеет на своём счету несколько стартов на этапах Кубка мира по лыжным гонкам.

## Биография
Гунн Маргит Андреассен начала заниматься биатлоном в тринадцатилетнем возрасте. Первым её крупным международным соревнованием был Чемпионат мира среди юниоров 1992 года, где Гунн Маргит завоевала золотую медаль в командной гонке. Через год Андреассен повторила свой успех, что позволило ей попасть в основной состав сборной команды Норвегии. На первой же своей гонке этапа Кубка мира Гунн Маргит Андреассен заняла третье место. В 1995 году она становится чемпионкой мира. Зимние Олимпийские игры 1998 года в Нагано не принесли ожидаемых успехов: Андреассен завоёвывает лишь бронзовую медаль в эстафете. Отличаясь хорошей стрельбой, скорость Гунн Маргит показывала среднюю, поэтому ценилась, прежде всего, как стабильный командный боец. Поэтому включение её в состав эстафетной команды Норвегии на Зимних Олимпийских играх 2002 года в Солт-Лейк-Сити было вполне оправдано. Третья по счёту олимпиада Гунн Маргит принесла ей серебряную медаль. В 2004 году Андреассен покидает на время биатлон из-за рождения сына от норвежского биатлониста Фруде Андресена. Тем не менее, Гунн Маргит Андреассен вернулась в биатлон и периодически выступает на этапах Кубка мира.
Вместе с мужем имеют трех сыновей: Дэвида, Элиаса, Николая. Однако 1 января 2018 года умер старший сын Дэвид, после празднования Нового года в своей кровати утром.

## Кубок мира
- 1997/98 — 32-е место (74 очка)
- 1998/99 — 25-е место (122 очка)
- 1999/2000 — 16-е место (198 очков)
- 2000/01 — 23-е место (269 очков)
- 2001/02 — 10-е место (419 очков)
- 2002/03 — 14-е место (391 очко)
- 2003/04 — 13-е место (455 очков)
- 2005/06 — 49-е место (50 очков)
- 2006/07 — 50-е место (58 очков)
- 2007/08 — 55-е место (21 очко)